# Francisco Feuillassier Abalo
Francisco Feuillassier Abalo (nascut el 12 de maig de 1998), generalment conegut com a Franchu, és un futbolista professional argentí que juga com a migcampista pel Karmiotissa.

## Carrera de club
Nascut a Mar del Plata, Franchu va fitxar pel planter del Reial Madrid el març de 2009 a deu anys, procedent del Cadetes de San Martín. Descartat pel club el 2011, va passar cinc anys al planter del Rayo Vallecano abans de tornar al Madrid el juny de 2016.
Franchu va fer el seu debut com a sènior amb el filial madridista el 3 de setembre de 2016, entrant als darrers minuts per substituir el golejador Sergio Díaz en una victòria a casa per 3–2 contra la SD Amorebieta en partit de Segona Divisió B. Fou promogut al Castilla definitivament a començaments de la temporada 2017–18, i esdevingué titular habitual per Santiago Solari.
Franchu va fer el seu debut amb el primer equip del Madrid el 26 d'octubre de 2017, reemplaçant el seu company del planter Achraf Hakimi en una victòria per 2–0 a fora contra el CF Fuenlabrada, en partit de la Copa del Rei 2017-18; també va participar en el partit de tornada, com a titular, i jugant 60 minuts en un empat 2–2 a l'Estadi Santiago Bernabéu. El següent 7 d'abril va marcar els seus primers gols sèniors, fent un doblet pel Castilla en una victòria a casa per 4–2 contra el CCD Cerceda.
El 8 de setembre de 2020, Franchu fou cedit al CF Fuenlabrada, de Segona divisió per la temporada 2020–21. Va fer el seu debut com a professional el 13 de setembre, reemplaçant Mikel Iribas a les darreries del partit en una victòria per 2–0 a casa contra el CD Lugo en partit de Segona divisió. Franchu va marcar el seu primer gol pel club el 17 d'octubre en un 1-1 a fora contra el FC Cartagena.
El 9 de juliol de 2021, Franchu va fitxar per la SD Eibar de Segona divisió signant un contracte de tres anys.

## Vida personal
El germà gran de Franchu, Santiago, també és futbolista. Migcampista, juga pel Völsungur, i també havia jugat anteriorment pel Reial Madrid i el Rayo Vallecano.